# Last Stand at Saber River

Last Stand at Saber River est un téléfilm américain réalisé par Dick Lowry, diffusé en 1997.

## Synopsis
Ancien officier confédéré, Paul Cable revient chez lui alors que la guerre continue à faire rage dans le nord. Le croyant mort, sa femme Martha, a continué sa vie en étant institutrice, mère de deux enfants et donnant un coup de main à son père, armurier dans la petite ville où elle s'était installée avec son mari avant le début du conflit sécessionniste.
Cable n'a qu'une seule idée une fois rentré chez lui : retourner dans le Wyoming, où il a construit une maison, et où il désire reprendre l'élevage de chevaux...

## Fiche technique
- Titre original : Last stand at Saber River
- Réalisation : Dick Lowry
- Scénario : Elmore Leonard et Ronald M. Cohen d'après le roman d'Elmore Leonard
- Distribution : Turner Entertainment en association avec TWS PRODUCTIONS II, INC.
- Production : Mary Ann Braubach, Thomas Kane et Steven Brandman
- Photographie : Ric Waite (en)
- Décors : Vaughan Edwards
- Montage : William S. Stich, A.C.E.
- Coproducteur : Matthew David Hensley
- Musique : David Shire
- Distribution : Juel Bestrop et Gary Oberst
- Genre : western
- Durée : 89 minutes
- Première diffusion aux  États-Unis le 19 janvier 1997
- Source : VHS

## Distribution
- Tom Selleck : Paul Cable
- Suzy Amis : Martha  Sanford Cable
- Rachel Duncan : Clare Cable
- Haley Joel Osmond : Davis Cable
- Keith Carradine : Vern Kidston
- David Carradine : Duane Kidston
- Tracey Needham : Lorraine Kidston
- Chris Stacy : Chris
- Harry Carey Jr. : James Sanford
- Patrick Kilpatrick : Austin Todd